# Tecnología persuasiva
La tecnología persuasiva es ampliamente definida como tecnología que ha sido diseñada para cambiar la actitud o comportamiento de sus usuarios a través de la persuasión y la influencia social, pero no la extorsión. Tales tecnologías se utilizan normalmente en marketing, diplomacia, política, religión, formación militar, salud pública, y administración, y potencialmente se pueden usar en interacciones persona-persona o persona-ordenador. La mayoría de las investigaciones sobre la tecnología persuasiva se centran en tecnologías computacionales interactivas, incluyendo ordenadores de sobremesa, servicios de Internet, videojuegos, y dispositivos móviles. Se basan en los resultados, teorías y métodos de la psicología experimental, la retórica y las interacciones persona-ordenador. El diseño de las tecnologías persuasivas puede verse como un caso particular de diseño intencionado.

## Taxonomías

### Tríada funcional
La tecnología persuasiva puede categorizarse por su rol funcional. B. J. Fogg propone la Tríada Funcional como una clasificación de las tres "formas básicas en las que la gente ve y responde a la tecnología computacional": la tecnología persuasiva puede funcionar como herramienta, medio de comunicación, o actor sociales; o como más de uno de esos a la vez.
- Como herramienta, la tecnología puede incrementar la habilidad de las personas para conseguir comportamientos objetivo haciéndolos más fáciles o restructurando los mismos.[6] Por ejemplo, un asistente de instalación puede influenciar la terminación de tareas, incluyendo aquellas (como instalaciones de software adicional) que no fueron planeadas por los usuarios.
- Como medio de comunicación, las tecnologías interactivas pueden usar tanto la interactividad como la narrativa para crear experiencias persuasivas que apoyen la práctica de un comportamiento, o la empatización o exploración de relaciones casuales.[7] Por ejemplo, las simulaciones y los juegos instancian reglas y procedimientos que expresan un punto de vista y pueden modelar y persuadir un comportamiento; éstos usan la retórica procedimental.
- La tecnología también puede actuar como un actor social.[8] Esto "abre una puerta a los ordenadores para que apliquen... una influencia social".[9] Las tecnologías interactivas pueden inducir respuestas sociales, p. ej., a través de su uso del lenguaje, su suposición de roles sociales establecidos, o su presencia física. Por ejemplo, los ordenadores pueden usar agentes conversacionales personificados como parte de su interfaz. O un ordenador que se "revela" a sí mismo puede hacer que sus usuarios se reciproquen sin pensarlo.

### Interacción directa v. Mediación
La tecnología persuasiva también se puede categorizar según cambie la actitud y el comportamiento de sus usuarios a través de una interacción directa, o un rol de mediador: ¿persuade a través de, por ejemplo, interacciones persona-ordenador, o comunicación mediada a través de un ordenador? Los ejemplos que se han mencionado pertenecen a la primera categoría, pero hay muchos otros pertenecientes a la segunda. Las tecnologías de la comunicación pueden persuadir o amplificar la persuasión de otros transformando la interacción social, aportando una retroalimentación compartida en las interacciones, o reestructurando los procesos de comunicación.

### Diseño de persuasión
El diseño de la persuasión es el diseño de los mensajes analizando y evaluando su contenido, y usando teorías y métodos establecidos por investigaciones psicológicas. Andrew Chak discute que los sitios web más persuasivos se centran en hacer que sus usuarios se sientan cómodos en su toma de decisiones y en ayudarles en dicha toma de decisiones.

### Persuasión a través de motivadores sociales
Investigaciones previas han utilizado motivadores sociales como la competición para persuadir. Conectando a un usuario con otros, sus compañeros, amigos y familiares, una aplicación persuasiva puede aplicar motivadores sociales sobre el usuario para promover cambios en su comportamiento. Las redes sociales como Facebook o Twitter también facilitan el desarrollo de dichos sistemas. Se ha demostrado que el impacto social puede generar mayores cambios de comportamiento que cuando el usuario está aislado.

## Estrategias persuasivas
Halko y Kientz hicieron una búsqueda extensa en la literatura de métodos y estrategias persuasivas usados en el campo de la psicolgía para modificar comportamientos relacionados con la salud. Su búsqueda concluyó que hay 8 tipos principales de estrategias persuasivas, que pueden agruparse en las siguientes cuatro categorías, donde cada categoría tiene dos aproximaciones complementarias: 

### 1. Estilo de las instrucciones
Autoritario: Persuadir al usuario a través de un agente autoritario. Por ejemplo, un entrenador personal estricto indicandole al usuario los ejercicios que debe hacer para conseguir su objetivo.
No-autoritario: Persuadir al usuario a través de un agente neutro. Por ejemplo, un amigo que anima al usuario a conseguir sus objetivos.

### 2. Retroalimentación social
Cooperativo: Persuadir al usuario a través de la noción de cooperación y trabajo en equipo. Por ejemplo, dejando que el usuario se una con sus amigos para conseguir sus objetivos.
Competitivo: Persuadir al usuario a través de la noción de competición. Por ejemplo, los usuarios pueden jugar contra sus amigos o compañeros y motivarse así a conseguir su objetivo ganado la competición.

### 3. Tipo de motivación
Extrínseca: Persuadir al usuario a través de motivadores externos. Por ejemplo, ganando trofeos como recompensa por completar una tarea.
Intrínseca: Persuadir al usuario a través de motivadores internos. Por ejemplo, el buen sentimiento de estar sano, o de alcanzar un objetivo. 

### 4. El tipo de refuerzo
Refuerzo negativo: Persuadir al usuario eliminando estímulos aversivos. Por ejemplo, transformando un  paisaje marrón y moribundo en verde y vivo a medida que el usuario lleva a cabo más comportamientos sanos.
Refuerzo positivo: Persuadir al usuario añadiendo estímulos positivos. Por ejemplo, añadiendo flores, mariposas, y otros elementos agradables a un paisaje vacío, a medida que el usuario lleva a cabo más comportamientos sanos.
Recientemente, Lieto y Vernero han demostrado que los argumentos reducibles a falacias lógicas son una clase de técnicas persuasivas ampliamente adoptadas en ambas tecnologías web y móvil.

## Igualdad recíproca
Una característica que distingue a la tecnología de persuasión de otras formas de persuasión más familiares es el hecho de que el individuo siendo persuadido no puede responder del mismo modo. Esto es una falta de igualdad recíproca. Por ejemplo, cuando un agente conversacional persuade a un usuario usando estrategias de influencia social, el usuario no puede usar estrategias similares contra el agente.

## Cambio de comportamiento de la salud
Mientras que la tecnología persuasiva puede encontrarse en muchos dominios, una atención considerable se ha centrado en el cambio de comportamiento en dominios de salud. El heath coaching digital es el uso de ordenadores como una tecnología persuasiva para aumentar el cuidado personalizado dado a los pacientes, y se usa en numerosos escenarios médicos.
Numerosos estudios científicos muestran que las intervenciones en línea para el cambio de comportamiento pueden influenciar el comportamiento de los usuarios. Además, las intervenciones más efectivas son modeladas para el health coaching, donde se pide a los usuarios que marquen unos objetivos, se les educa sobre las consecuencias de su comportamiento, y luego se les anima a rastrear su avance hacia esos objetivos. Sistemas sofisticados se adaptan a los usuarios que recaen ayudándoles a reencaminarse.

## Promover estilos de vida sostenibles
Trabajos previos también muestran que las personas están dispuestas a cambiar su comportamiento para conseguir estilos de vida sostenibles. Este resultado ha animado a los investigadores a desarrollar tecnologías persuasivas para promover, por ejemplo, viajes verdes, menos desechos, etc.
Una técnica muy común es facilitar la concienciación de las personas sobre los beneficios de llevar a cabo comportamientos eco-friendly. Por ejemplo, un análisis de más de veinte estudios examinando los efectos de la retroalimentación en la consumición de electricidad en los hogares mostró que la retroalimentación puede resultar en un ahorro del 5-12%. Los beneficios medioambientales como la reducción del CO2 y los costes, y los beneficios para la salud,  también se usan para promover comportamientos eco-friendly.

## Retos de las investigaciones
A pesar de los resultados prometedores de las tecnologías persuasivas existentes, hay tres retos principales que se mantienen presentes.

### Retos técnicos
La tecnología persuasiva depende de sistemas automatizados y de autoevaluación que monitorizan el comportamiento humano a través de sensores y algoritmos de reconocimiento de patrones. Numerosos estudios en el campo de la medicina han notado que la autoevaluación puede ser víctima de sesgos, errores, y un bajo nivel de fidelidad. El mundo físico y el comportamiento humano son ambos extremadamente complejos y ambiguos. El uso de sensores y machine learning para monitorizar y predecir el comportamiento humano sigue siendo un reto desafiante, especialmente porque la mayoría de tecnologías persuasivas requieren intervenciones en tiempo real.

### Dificultad en el estudio de cambios de comportamiento
En general, se necesitan estudios a largo plazo para entender los cambios en el comportamiento. Múltiples factores externos e internos pueden influenciar estos cambios, como el tipo de personalidad, la edad, los ingresos, la inclinación al cambio y más. Por esto, se hace difícil medir y entender el efecto de las tecnologías persuasivas.

### Retos éticos
La cuestión de manipular los sentimientos y deseos de la gente a través de tecnologías persuasivas sigue siendo un debate ético abierto. Las pautas del diseño centrado en el usuario deberían ser desarrolladas siguiendo diseños más éticos y moralmente responsables, y deberían aportar un balance razonable entre los pros y los contras de las tecnologías persuasivas.